# Eleocharis crinalis
Eleocharis crinalis là loài thực vật có hoa trong họ Cói. Loài này được (Griseb.) C.B.Clarke mô tả khoa học đầu tiên năm 1908.